# Tam đại tặc vương
Tam đại tặc vương (giản thể: 树大招风; phồn thể: 樹大招風; bính âm: Shù Dà Zhāo Fēng; Việt bính: Syu6 Daai6 Ziu1 Fung1, tiếng Anh: Trivisa) là một bộ phim điện ảnh Hồng Kông thuộc thể loại tội phạm – giật gân – chính kịch ra mắt vào năm 2016 do Hứa Học Văn, Âu Văn Kiệt, và Huỳnh Vĩ Kiệt làm đạo diễn trong tác phẩm điện ảnh đầu tay của họ, với sự tham gia diễn xuất của ba diễn viên chính gồm Lâm Gia Đống, Nhậm Hiền Tề, và Trần Tiểu Xuân. Được dựa trên câu chuyện có thật của ba tên tội phạm khét tiếng của Hồng Kông vào những năm 1990 – bao gồm Quý Bính Hùng, Diệp Kế Hoan, và Trương Tử Cường, tác phẩm là câu chuyện hư cấu về cuộc đời và số phận của họ – gồm Quý Chính Hùng, Diệp Quốc Hoan, và Trác Tử Cường (cả ba nhân vật đều được đổi tên trong phim) – trước ngày Hồng Kông được trao trả độc lập cho Trung Quốc vào năm 1997. Tựa đề tiếng Anh của bộ phim là thuật ngữ Phật giáo bằng tiếng Phạn về tham, sân, si – những tính cách xấu có thể hủy hoại cuộc đời của mỗi con người.
Tam đại tặc vương có buổi ra mắt tại liên hoan phim quốc tế Busan lần thứ 66 vào ngày 12 tháng 2 năm 2016, và tại liên hoan phim quốc tế Hồng Kông vào ngày 21 tháng 3 năm 2016, sau đó tác phẩm được phát hành tại Hồng Kông vào ngày 7 tháng 4 cùng năm. Sau khi ra mắt, tác phẩm nhận về những lời khen ngợi từ giới chuyên môn và thu về 9,24 triệu HKD từ kinh phí sản xuất 5 triệu HKD. Với việc gặt hái thành công trên cả phương diện thương mại lẫn chuyên môn, tác phẩm giành được một số giải thưởng cao quý, bao gồm việc giành năm trong tổng số bảy giải tại giải thưởng điện ảnh Hồng Kông lần thứ 36 (trong đó có Phim hay nhất, Đạo diễn xuất sắc nhất, Nam diễn viên chính xuất sắc nhất cho Lâm Gia Đống, và Kịch bản xuất sắc nhất) và hai trong tổng số năm giải tại giải Kim Mã lần thứ 53 (bao gồm cả Phim hay nhất và Kịch bản gốc xuất sắc nhất).